# Theodor Leutwein

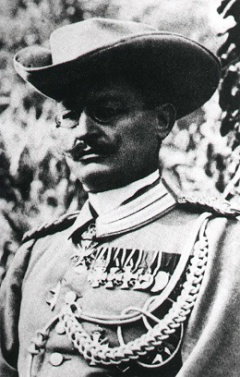
Theodor Leutwein (Aufnahme zwischen 1894 und 1904)

Theodor Leutwein

Theodor Gotthilf Leutwein (* 9. Mai 1849 in Strümpfelbrunn, Baden; † 13. April 1921 in Freiburg im Breisgau) war ein preußischer Generalmajor, von 1895 bis 1904 Kommandeur der Kaiserlichen Schutztruppe und Gouverneur von Deutsch-Südwestafrika.

## Leben
Theodor Leutwein war das dritte Kind des evangelischen Landpfarrers Adam Leutwein und der Sophie, geborene Hanser. In Konstanz belegte er das Gymnasium und studierte anschließend zwei Semester Jura in Freiburg im Breisgau. Hier wurde er 1867 Mitglied des Akademischen Vereins, aus dem er aber nach Eintritt in die Militärlaufbahn wieder ausschied.

### Militärkarriere
Leutwein trat am 16. Februar 1868 als Freiwilliger in das 5. Infanterie-Regiment der Badischen Armee ein und avancierte am 15. Oktober 1869 zum Sekondeleutnant. Den Krieg gegen Frankreich 1870/71 erlebte er als Adjutant eines Landwehrbataillons. Nach dem Friedensschluss und der Militärkonvention wurde Leutwein am 15. Juli 1871 in den Verbund der Preußischen Armee übernommen. Er war von Mitte Januar 1872 bis Mitte September 1873 zur Dienstleistung beim 8. Brandenburgischen Infanterie-Regiment Nr. 64 („Prinz Friedrich Karl von Preußen“) kommandiert und stieg Mitte April 1877 zum Premierleutnant auf. Als solcher war er von Anfang Mai 1881 bis Mitte April 1882 zur Dienstleistung beim Großen Generalstab kommandiert und rückte Mitte Januar 1885 mit der Beförderung zum Hauptmann zum Kompaniechef auf. Am 17. Juni 1887 wurde Leutwein à la suite seines Regiments gestellt und als Lehrer an die Kriegsschule Neiße versetzt. Unter Belassung in dieser Stellung erfolgte Mitte Mai 1888 seine Versetzung in das 5. Brandenburgische Infanterie-Regiment Nr. 48. Von Ende März bis Mitte Dezember 1891 war er Lehrer an der Kriegsschule in Hersfeld und trat anschließend als Kompaniechef im Infanterie-Regiment „Graf Kirchbach“ (1. Niederschlesisches) Nr. 46 wieder in den Truppendienst zurück. Ende Januar 1893 wurde er als überzähliger Major diesem Regiment aggregiert.

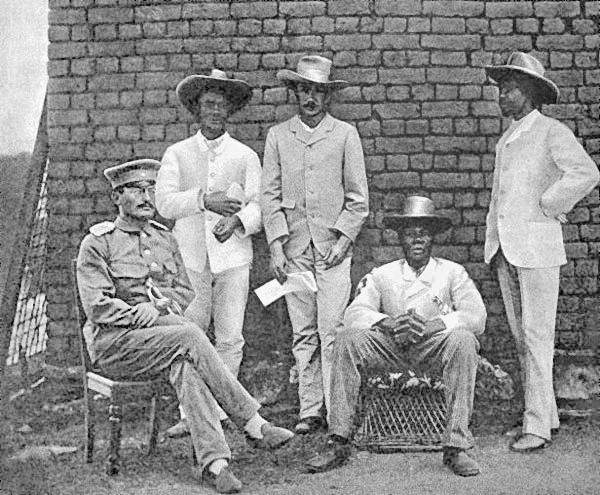
Theodor Leutwein (links sitzend), Zacharias Zeraua (2. von links) und Manasse Tyiseseta (sitzend, 4. von links), Samuel Maharero (rechts), 1895

### Aufbau der Kolonialherrschaft in Deutsch-Südwestafrika
Am 16. November 1893 wurde Leutwein auf vier Monate zur Dienstleistung beim Auswärtigen Amt kommandiert und zum Jahresende nach Deutsch-Südwestafrika entsendet, um den dortigen Landeshauptmann Curt von François zu unterstützen. Unter Stellung à la suite seines Regiments verlängerte sich sein Kommando ab März 1894 um ein weiteres Jahr und ihm wurden zu diesem Zeitpunkt die Geschäfte des interimistischen Landeshauptmanns von Deutsch-Südwestafrika übertragen. Seine Ernennung zum Gouverneur des Schutzgebietes erfolgte 1898. Beauftragt, die deutsche „Machtstellung den Eingeborenen gegenüber unter allen Umständen“ aufrechtzuerhalten und zu befestigen, führte er – seit Anfang 1895 als Nachfolger von François nun auch Kommandeur der Schutztruppe – in den Folgejahren eine Vielzahl von bewaffneten Feldzügen gegen die einheimische Bevölkerung, u. a. gegen die Nama unter der Führung von Hendrik Witbooi. Er zwang diese zum Abschluss eines Schutz- und Beistandsvertrags, den die Witbooi auch fast 10 Jahre lang getreulich erfüllten. Ferner gelang Leutwein die Wiederbelebung und Fortführung des Schutzvertrages mit den Herero in Okahandja, so dass deren Häuptling Samuel Maharero Leutwein nicht nur auf dessen mehrmonatiger Erkundungstour durch den Norden des Landes begleitete, sondern auch bei der Niederwerfung eines Aufstands der Mbanderu/Ost-Herero 1896 tatkräftige militärische Unterstützung zukommen ließ. In seinen Memoiren erwähnt Leutwein, dass er Artillerie gegen kaum Bewaffnete einsetzte, Dörfer vernichtete und lokale „Chiefs“, die eine bedingungslose Unterwerfung verweigerten, hinrichten ließ. Bis Ende 1894 hatte er Süd- und Zentralnamibia formell der deutschen Herrschaft unterworfen.
Mit Leutwein begann die systematische Etablierung und Ausdehnung kolonialer Herrschaft in Südwestafrika. Um die eigene Schutztruppe zu stärken, beließ er einzelne afrikanische Chiefs, welche die deutsche Oberhoheit formal anerkannten, in ihren Positionen und band ihre Soldaten in seine Truppe ein. Radikale Siedler kritisierten seine Politik daher als zu „eingeborenenfreundlich“. Als Gouverneur führte Leutwein Verordnungen ein, mit denen er die nach dem Krieg etablierte rassischen Privilegienherrschaft vorbereitete. Er setzte sich dafür ein, dass Eheschließungen von weißen Männern mit schwarzen Frauen nicht offiziell vollzogen wurden, damit die Kinder nicht als Deutsche anerkannt werden konnten. In seinen Memoiren (Elf Jahre…) reflektierte er: „Das Endziel jeder Kolonisation ist, von allem idealen und humanen Beiwerk entkleidet, schließlich doch nur ein Geschäft. Die kolonisierende Rasse will der Urbevölkerung des zu kolonisierenden Landes nicht das von dieser vielleicht erwartete Glück bringen, sie sucht vielmehr in erster Line ihren eigenen Vorteil“ (S. 541) und S. 545f: „Das „gute Geschäft“, das wir in den Kolonien für uns erstreben, verlangt einerseits, dass wir die Eingeborenen, soweit sie noch vorhanden sind, erhalten, andererseits, dass wir sie zufriedenstellen. Denn ohne die Arbeitskräfte der Eingeborenen können wir weder Bergbau noch Viehzucht…betreiben.“
Als sich die Herero Anfang 1904 gegen die deutsche Herrschaft erhoben, wurde Leutwein, der sich aus wirtschaftlichen Nützlichkeitserwägungen für eine Schonung der Herero aussprach, am 16. Mai 1904 von seiner Stellung als Kommandeur der Schutztruppen enthoben und durch Generalleutnant Lothar von Trotha ersetzt, der zu einem rassistischen Vernichtungskrieg und Völkermord bereit war. Im November musste Leutwein auch das Amt des Gouverneurs abtreten. Auf eigenes Ersuchen wurde er beurlaubt, erhielt am 22. April 1905 den Charakter als Generalmajor und wurde im August 1905 in den Ruhestand versetzt. Er kehrte nach Deutschland zurück, wo er in Überlingen am Bodensee seinen Lebensabend verbrachte. Nach seiner Verabschiedung wurde ihm im Oktober 1905 die Erlaubnis zur Annahme des Silvesterordens erteilt.
Leutwein starb am 13. April 1921 in Freiburg im Breisgau und liegt auf dem dortigen Hauptfriedhof begraben.

### Verschickung von Kulturschätzen
Als Gouverneur von Deutsch-Südwestafrika „unterstützte“ er das im Aufbau befindliche Völkerkundemuseum der Stadt Freiburg. Er veranlasste Ende 1899 und Anfang 1900 die Verschickung von zwei Sammlungen mit 22 bzw. 50 Gegenständen der Herero und Damara an dieses.

## Familie
Theodor Leutwein heiratete 1874 in Freiburg Frieda Theresia Mammel, aus dieser Ehe gingen fünf Kinder hervor. Einer der Söhne war der spätere Kolonialpolitiker und -Schriftsteller Paul Leutwein. 1891 wurde die Ehe geschieden. Im Jahr 1906 heiratete Leutwein in zweiter Ehe Claire Milenz. Die Ehe blieb kinderlos. Der Sohn seines ältesten Sohnes war der Mineraloge Friedrich Leutwein, Rektor der Bergakademie Freiberg/Sachsen (1949–1953).

## Würdigung, u.a. durch Straßennamen
In den dreißiger Jahren wurden in mehreren Städten Straßen nach Theodor Leutwein benannt, ebenso wie nach Carl Peters, Adolf Lüderitz, Gustav Nachtigal oder Hermann von Wissmann. In München-Bogenhausen (Stadtteil Zamdorf), Bremen, Mannheim-Rheinau und in seinem Geburtsort Strümpfelbrunn. In Düsseldorf-Urdenbach wurde die Leutweinstraße im Februar 2024 in Auenblick umbenannt.
Bis in die 1990er Jahre hatte die namibische Hauptstadt Windhoek die Leutweinstrasse als eine ihrer wichtigsten Verkehrsachsen. Sie heißt seitdem Robert Mugabe Avenue. Der Leutwein-Friedhof (siehe auch Liste der Friedhöfe in Windhoek) ist weiterhin nach Theodor Leutwein benannt. In Swakopmund-Central gibt es weiterhin (Stand Januar 2022) eine Leutwein Street.

## Schriften
- Elf Jahre Gouverneur in Deutsch-Südwestafrika. Ernst Siegfried Mittler und Sohn, Berlin 1906, ISBN 99916-40-07-X.[6]
- Die Kämpfe mit Hendrik Witboi 1894 und Witbois Ende. Voigtländer, Leipzig 1912.
- Die Kämpfe mit Hendrik Witboi 1894 und Witbois Ende. Überarbeiteter Nachdruck erschienen im Glanz & Gloria Verlag, Windhoek Dez. 2024, ISBN 978-99945-955-3-2
- Theodor Gotthilf Leutwein (1849–1921). In: Beatrix Hoffmann-Ihde (Hrsg.): Freiburg und Kolonialismus: Gestern? Heute!. Sandstein, Dresden 2021, ISBN 978-3-95498-688-0, S. 283.